# تپه هاچاقویون
تپه هاچاقویون مربوط به عصر آهن - دوره اشکانیان است و در شهرستان گرمی، بخش مرکزی، دهستان اجارود غربی، روستای رحیم لی واقع شده و این اثر در تاریخ ۱۲ دی ۱۳۸۶ با شمارهٔ ثبت ۲۰۴۱۹ به‌عنوان یکی از آثار ملی ایران به ثبت رسیده است.